# 下多孔副獅子魚
下多孔副獅子魚，為輻鰭魚綱鮋形目杜父魚亞目獅子魚科的其中一種，分布於南冰洋Mawson Bank海域，棲息深度1431-1658公尺，體長可達24公分，為深海底棲性魚類，屬肉食性，生活習性不明。

## 擴展閱讀
維基物種上的相關：下多孔副獅子魚